# Peperone di Carmagnola
Il peperone di Carmagnola è una varietà italiana di peperone, originaria della zona di Carmagnola, in Piemonte.
Già riconosciuto come prodotto agroalimentare tradizionale italiano dal Ministero delle politiche agricole alimentari e forestali, dal 2016 è in corso l'istruttoria per la concessione del marchio IGP.

## Descrizione dei prodotti
- Tipo morfologico QUADRATO (BRAGHÈIS):
  - forma quadrata a tre o quattro punte;
  - larghezza non inferiore a 1/3 dell'altezza;
  - picciolo staccato al nodo;
  - maturazione di almeno 1/3 della bacca;
  - sapore dolce;
  - colore giallo o rosso, ottimo contrasto con il verde;
  - spessore del pericarpo minimo di 3 mm.
- Tipo morfologico CORNO DI BUE (LONGH):
  - forma conica molto allungata, con  3-4 lobi;
  - forma regolare dei frutti, con superficie leggermente scanalata;
  - apice estroflesso;
  - attaccatura del picciolo leggermente infossata;
  - lunghezza superiore a 20 cm;
  - picciolo staccato al nodo;
  - maturazione di almeno 1/3 della bacca;
  - sapore dolce;
  - colore giallo o rosso;
  - spessore pericarpo minimo di 2 mm;
  - polpa compatta, adatta alla conservazione;
  - colore molto stabile nei liquidi di conserva.
- Tipo morfologico TROTTOLA (CUNEO):
  - forma a trottola, con punta evidente o con punta troncata;
  - picciolo staccato al nodo;
  - maturazione di almeno 1/3 della bacca;
  - sapore dolce;
  - colore giallo o rosso;
  - spessore pericarpo minimo di 3 mm.
- Tipo morfologico TOMATICÒT:
  - forma tondeggiante schiacciata ai due poli;
  - picciolo staccato al nodo;
  - maturazione di almeno 1/3 della bacca;
  - colore giallo o rosso;
  - spessore pericarpo minimo di 2 mm.
- Tipo morfologico QUADRATO ALLUNGATO.[3]

## Area di produzione
L'area di produzione del “Peperone di Carmagnola” è individuata nei seguenti 26 Comuni:
- città metropolitana di Torino:
  - Candiolo, Cambiano, Carignano, Carmagnola, Castagnole Piemonte, Cercenasco, Chieri, Isolabella, La Loggia, Lombriasco, Moncalieri, Nichelino, Osasio, Pancalieri, Piobesi Torinese, Poirino, Pralormo, Riva presso Chieri, Santena, Scalenghe, Trofarello, Vigone, Villafranca Piemonte, Villastellone, Vinovo e  Virle Piemonte;
- provincia di Cuneo:
  - Caramagna Piemonte, Casalgrasso, Cavallerleone, Ceresole Alba, Faule, Murello, Polonghera,  Racconigi e Sommariva del Bosco.

## Storia
Fin dalla sua introduzione, risalente all'inizio del Novecento, la coltura intensiva del peperone nell'area circostante Carmagnola ha riscontrato un grandissimo interesse tra gli operatori agricoli, in quanto le ottime rese assicurate dalle ideali condizioni pedoclimatiche dell'area hanno garantito buoni redditi. Se si considera poi che, fin dopo la seconda guerra mondiale, la gran parte della popolazione attiva era dedita all'attività agricola, è facile intuire quanto il peperone sia stato importante per l'economia locale. Per forza di cose, con il tempo, l'interesse per il peperone è diventato parte integrante della cultura locale. L'acquisizione di formazione ed esperienza nel settore specifico da parte degli operatori agricoli ha fatto sì che il peperone entrasse come protagonista nella storia e nella vita di tutti i giorni a Carmagnola. Ne sono testimonianza le manifestazioni, le fiere, l'arte e gli aneddoti, spesso incentrati sul peperone, per non parlare della cucina locale, che si caratterizza fortemente per la presenza quasi ossessiva di questo ortaggio.

## Metodo di ottenimento del prodotto
- Epoca di semina: la semina viene effettuata dall'ultima decade di dicembre alla fine di marzo. Per la semina vengono seguite due procedure alternative in ambiente forzato:
  - a) secondo il metodo tradizionale: semina su "letto caldo"; allo stadio di 4-6 foglie le piante vengono ripicchettate in piena terra sotto tunnel (serra fredda) nella prima decade di aprile e successivamente poste a dimora in pieno campo nella prima decade di maggio;
  - b) semina in vivaio di sementi di provenienza aziendale e successive cure colturali fino al momento del trapianto sotto tunnel.[5]

### Trapianto
Le piante vengono trapiantate a file sotto i tunnel a partire dalla prima decade di marzo e in pieno campo a partire dalla prima decade di maggio, a fila singola.

## Ulteriori riconoscimenti
Per le sue proprietà organolettiche, il Peperone Corno di Bue, o Longh, di Carmagnola è stato riconosciuto Presidio di Slow Food.